# Coalición por la Europa de los Pueblos
Coalición por la Europa de los Pueblos fue el nombre que adoptó una coalición electoral formada para presentarse a las primeras elecciones al Parlamento Europeo en España, celebradas el 10 de junio de 1987. Sus integrantes eran tres partidos de ámbito regional y carácter nacionalista periférico y de izquierdas. Se trataba del Eusko Alkartasuna (EA), Esquerra Republicana de Catalunya (ERC) y el Partido Nacionalista Galego (PNG). La candidatura la encabezaba Carlos Garaikoetxea (EA), seguido de Heribert Barrera (ERC).
La coalición obtuvo 326.911 votos en toda España (1,7%), siendo la séptima fuerza política y obteniendo un eurodiputado de los 60 en juego. La coalición obtuvo sus mejores resultados en Cataluña (112.107 votos,	3,7% en la comunidad autónoma), donde se presentaba como Per l'Europa de les Nacións, Galicia (12.277 votos, 1,0%), donde se presentaba como Pola Europa dos Pobos, Navarra (18.991 votos, 6,74%) y el País Vasco (172.411, 16,06%), sin sobrepasar el 0,2% en ninguna otra comunidad autónoma.
El único diputado de la coalición, Carlos Garaikoetxea, se integró en el grupo Arco Iris.